# 劉蠡升
劉 蠡升（りゅう れいしょう、生年不詳 - 535年）は、北魏末の山胡の首長。

## 経歴
525年（孝昌元年）12月、雲陽谷で天子を自称し、神嘉の元号を立て、百官を置いた。北魏末の混乱に乗じて、汾州と晋州のあいだに割拠した。534年（天平元年）、東魏が建国されると、高歓は偽って娘を蠡升の太子にとつがせる約束を結んだ。蠡升が子を鄴に派遣すると、高歓はこれを厚遇しつつ、婚期を引き延ばした。蠡升は和親をたのんで、防備を怠った。535年（天平2年）3月、高歓が攻撃をかけてきたため、蠡升は軽騎を率いて徴兵にあたったところ、部下の北部王に殺害され、その首級は高歓のもとに送られた。
蠡升の三男の南海王が帝号を称したが、高歓の進撃を受けて敗れた。南海王やその弟の西海王や皇后・夫人以下400人が捕らえられた。

## 伝記資料
- 『周書』巻49 列伝第41
- 『北史』巻96 列伝第84